# Герб Відігейри
Ге́рб Відіге́йри — офіційний символ містечка Відігейра, Португалія. Використовується як територіальний герб. У чорному щиті срібна башта з чорними вікнами і брамою, обвита виноградною лозою натурального кольору з пурпуровим виноградом і зеленим листям. Щит увінчує срібна мурована містечкова корона з чотирма вежами.  Під щитом біла стрічка, на якій великими літерами напис португальською: «vila de Vidigueira» (містечко Відігейра).  Офіційно затверджений 7 червня 1938 року.  

## Галерея

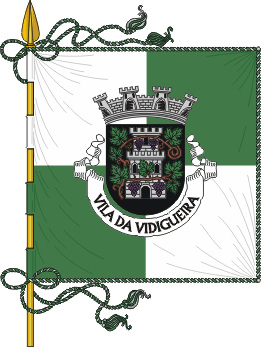
Прапор